# Real Colégio Militar (Austrália)

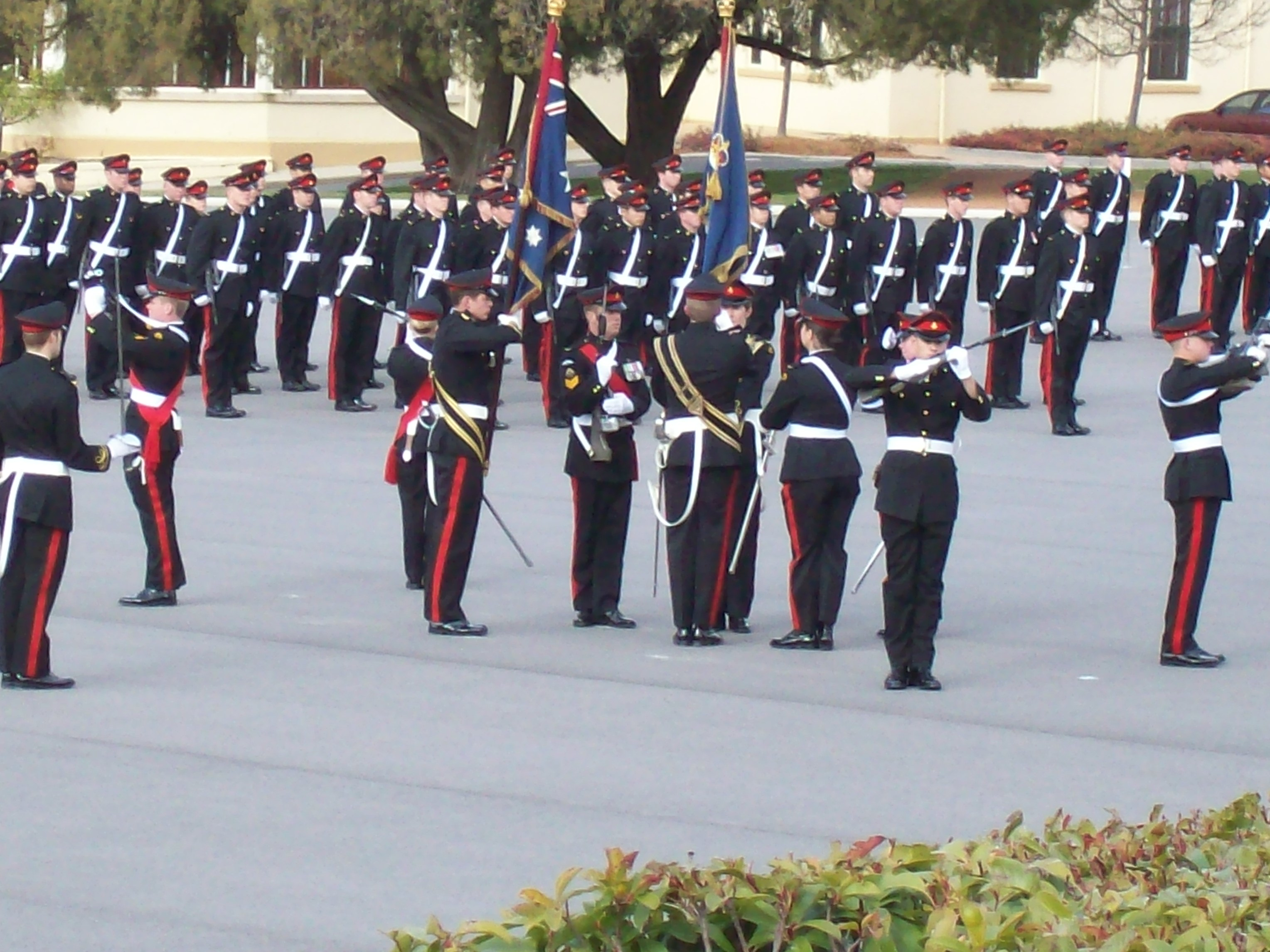
Festa de graduação da RMC em 2008

O Real Colégio Militar da Austrália é o estabelecimento de treino de oficiais do Exército Australiano. Foi fundado em Duntroon, no Território da Capital Australiana, em 1911, e está localizado ao sopé do Monte Pleasant, perto do quartel-general do Departamento de Defesa da Austrália.
Em 2011, a faculdade comemorou o seu centenário (1911–2011); como parte das comemorações, a rainha Elizabeth II presenteou o colégio com novas cores. Uma série de moedas de dólar de prata 1 oz (28 g) também foram cunhadas.

## Placa
Em 2010, uma placa dedicada aos graduados do RMC foi colocada no ACT Honor Walk. Lê-se:
| “ | Situado na antiga propriedade rural de Campbell em Duntroon, o RMC foi inaugurado em 27 de junho de 1911 pelo governador-geral, Lord Dudley. O primeiro comandante foi o coronel (mais tarde major-general) William Throsby Bridges, morto em Gallipoli. O RMC foi criado para supervisionar o treino militar inicial de todos os oficiais do Exército Australiano. Como uma das primeiras instituições a ser estabelecida em Camberra, o RMC tem sido parte integrante da vida do ACT. A Banda do RMC apresenta-se regularmente em eventos cerimoniais e comunitários. Desde a sua criação, os graduados do RMC serviram em todos os conflitos militares em que a Austrália esteve envolvida. | ” |